# Thomas Bohrer (wioślarz)
Thomas Robert Bohrer (ur. 6 sierpnia 1963 w West Islip) – amerykański wioślarz. Dwukrotny medalista olimpijski.
Brał udział w dwóch igrzyskach olimpijskich (IO 88, IO 92), na obu zdobywał srebrne medale w czwórce bez sternika. W 1988 osadę tworzyli ponadto Richard Kennelly, David Krmpotich i Raoul Rodriguez, w 1992 z kolei Jeffrey McLaughlin, Doug Burden i Patrick Manning. Zdobył w tej konkurencji trzy medale mistrzostw świata – srebro w 1989 i 1991, brąz w 1993.